# سارا سكوت
سارا سكوت (بالإنجليزية: Sarah Scott)‏ (21 سبتمبر 1720، يوركشاير في المملكة المتحدة - 3 نوفمبر 1795)؛ روائية بريطانية.